# 3e division de cavalerie (Empire allemand)
Pour les articles homonymes, voir 3e division.
La 3e division de cavalerie est une unité de cavalerie, partie de l'armée impériale allemande, qui participe lors de la Première Guerre mondiale aux combats du front de l'Ouest et de celui de l'Est.

## Composition

### Août 1914

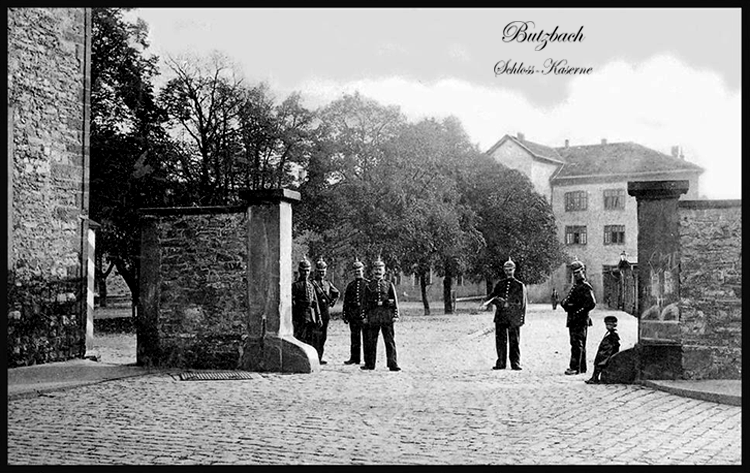
Château-caserne du 23e régiment de dragons de la Garde à Butzbach, v. 1900-1910.

- 16e brigade de cavalerie
  - 7e régiment de chasseurs à cheval (de)
  - 8e régiment de chasseurs à cheval (de)
- 22e brigade de cavalerie
  - 5e régiment de dragons
  - 14e régiment de hussards
- 25e brigade de cavalerie
  - 23e régiment de dragons de la Garde
  - 24e régiment de dragons du Corps (de)
- Batterie d'artillerie à cheval du 11e régiment d'artillerie de campagne
- 2e compagnie de mitrailleurs
- Compagnie de pionniers

## Historique

### 1914

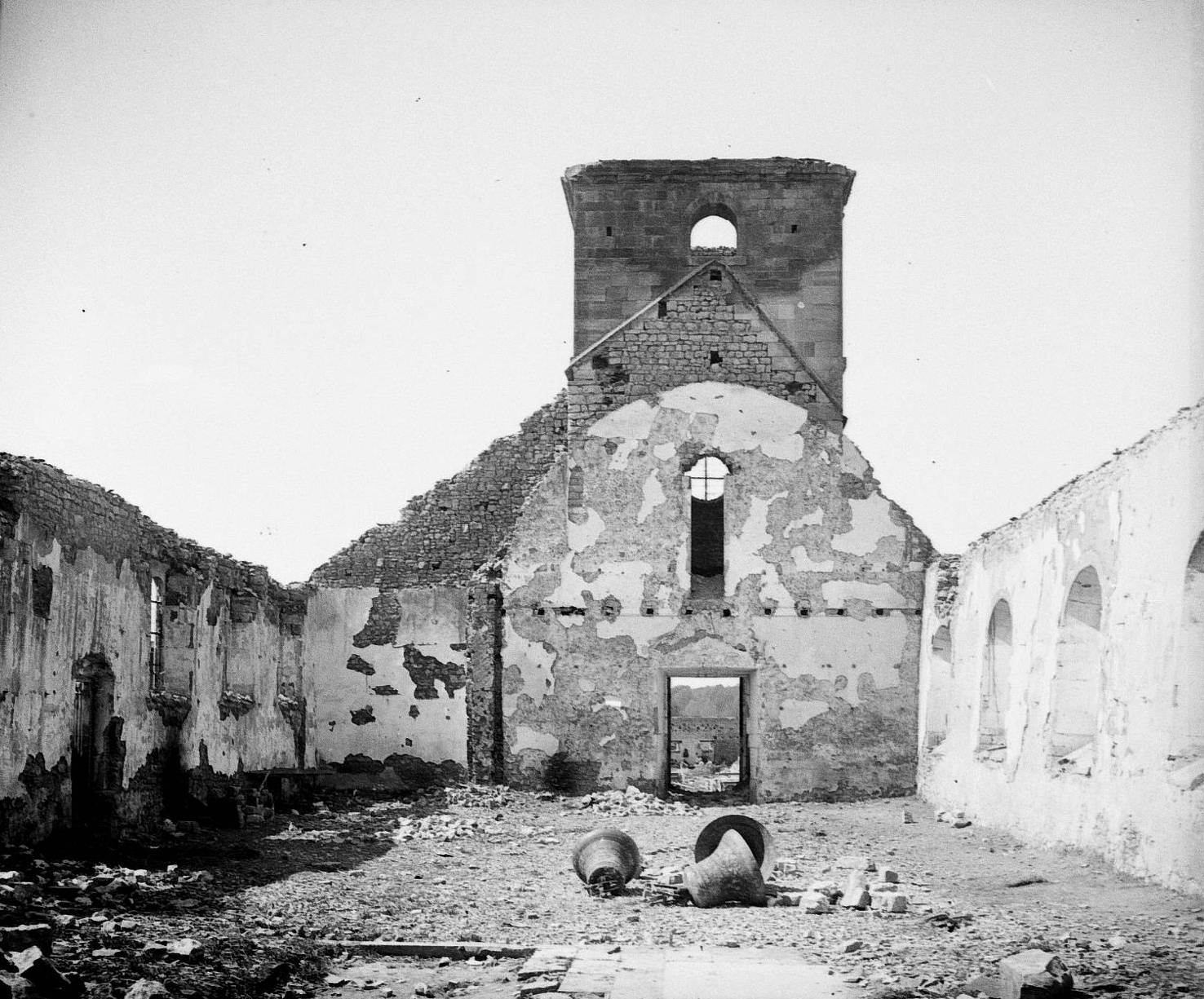
L'église de Vaubecourt en ruines après un bombardement, 1916.

- Lors de la mobilisation allemande de 1914, au début du conflit, la 1re division de cavalerie est rattachée à la 5e armée allemande sur le front de l'Ouest.
- 5 - 21 août : combats en avant-garde de la 5e armée
- 22 - 27 août : bataille des Ardennes
- 28 août - 1er septembre : combats pour le passage de la Meuse
- 2 - 3 septembre : combats autour de Varennes-en-Argonne et Montfaucon-d'Argonne
- 4 - 5 septembre : combats de poursuite à l'ouest de Verdun et en Argonne (région)
- 6 - 12 septembre : bataille de Vaubecourt-Fleury
- 17 - 24 septembre : bataille de Varennes
- 4 - 14 octobre : combats de reconnaissance en Belgique et dans le nord de la France pendant la course à la mer
- 13 octobre - 5 décembre : combats de position en Flandre française et Artois
- 15 - 28 octobre : bataille de Lille
- 30 octobre - 24 novembre : bataille d'Ypres
- À partir du 5 décembre : service d'occupation en Belgique

### 1915
- Jusqu'au 30 mars : service d'occupation en Belgique

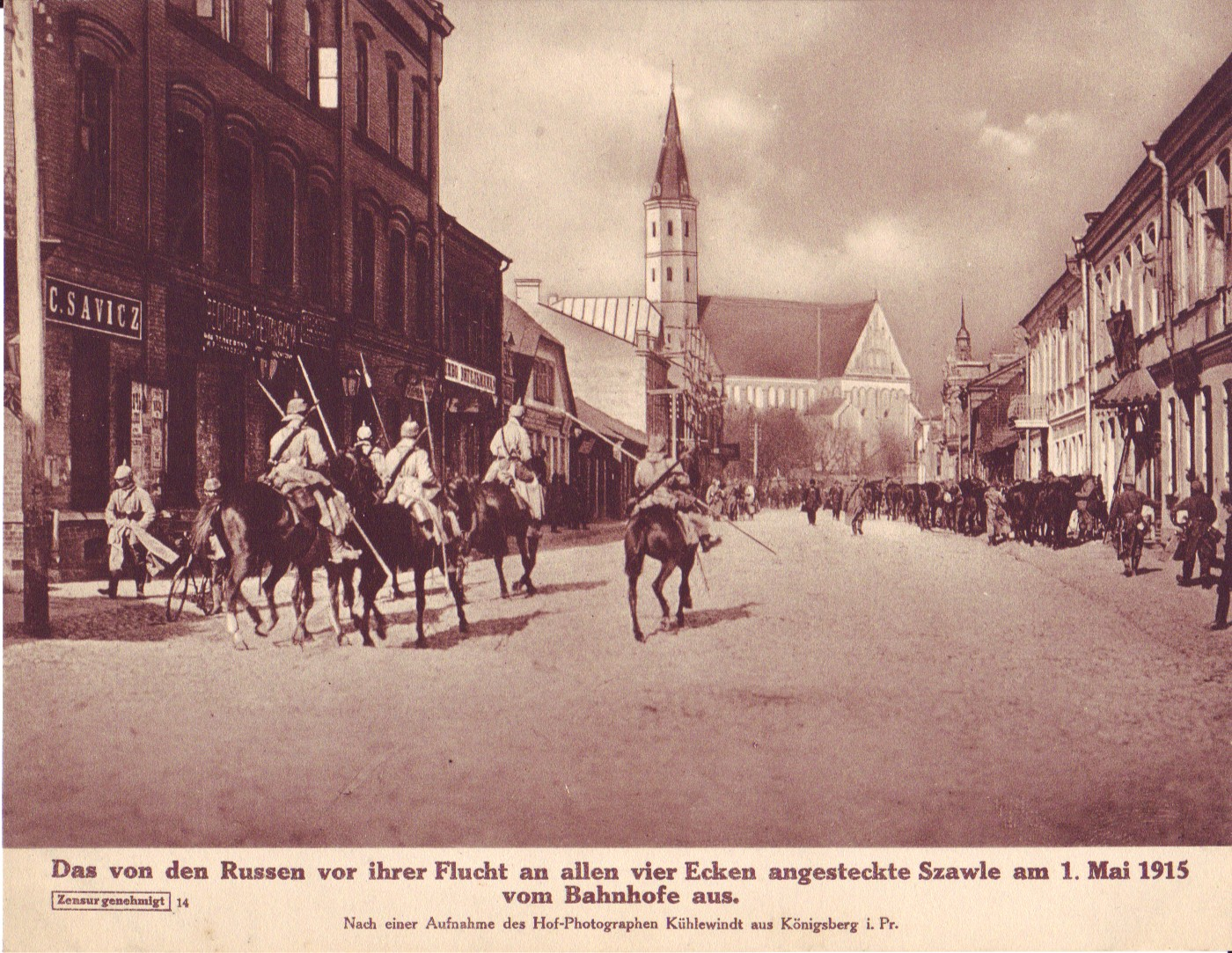
La cavalerie allemande entre à Šiauliai le 1er mai 1915.

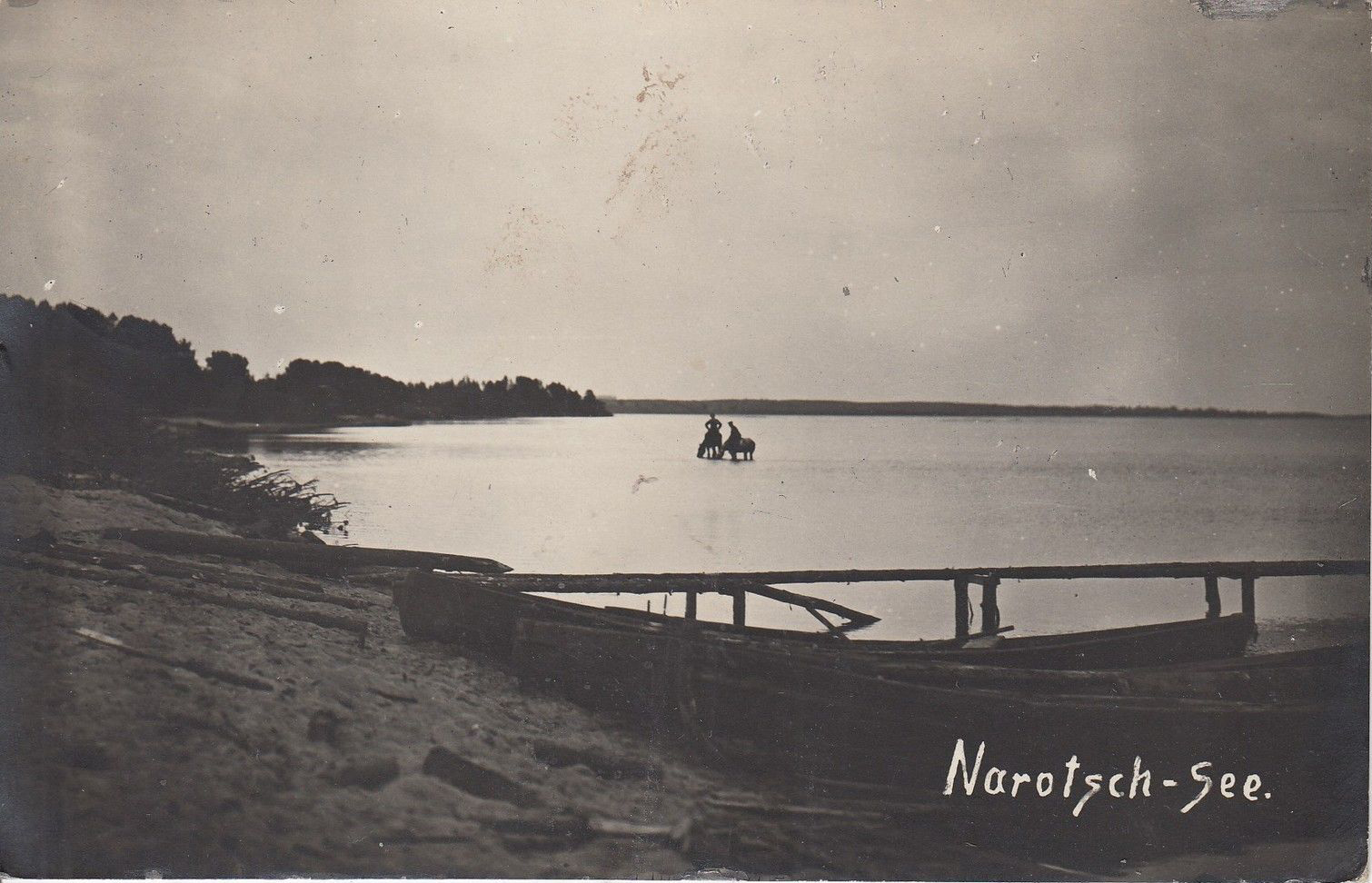
Le lac Naratch en 1916.

- 1er - 22 avril : en réserve de l'état-major général à Gumbinnen (province de Prusse-Orientale)
- 26 avril - 9 mai : avance en Lituanie et Courlande
- 9 mai - 13 juillet : combats sur la Dubysa
- 14 - 25 juillet : bataille de Schaulen
- 30 juillet - 7 août : bataille de Kupiškis
- 3 - 10 août : combats autour de Kavarskas et Ukmergė
- 12 - 19 août : bataille de Semeniškiai - Pandėlys
- 19 août - 8 septembre : bataille du Niémen
- 9 septembre - 2 novembre : bataille de Vilnius
- À partir du 3 octobre : combats de position vers Kreva, Smarhon, le lac Naratch et Tverečius

### 1916

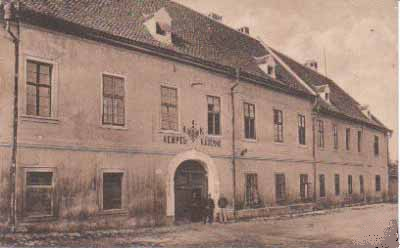
Caserne de l'armée austro-hongroise à Sibiu, v. 1900.

- Jusqu'au 2 septembre : combats de position vers Kreva, Smarhon, le lac Naratch et Tverečius
- 2 - 10 septembre : transport vers le front roumain et rattachement au corps de cavalerie Schmettow
- 10 - 25 septembre : combats sur le Cibin et l'Olt
- 26 - 29 septembre : bataille d'Herrmannstadt (en) (Sibiu)
- 29 septembre - 4 octobre : combats autour de Făgăraș
- 5 octobre : bataille des monts Perșani
- 7 - 9 octobre : bataille de Kronstaddt (Brașov)
- 10 octobre - 2 novembre : combats de montagne au col d'Oituz (de)
- 2 novembre : dissolution de la division. Certaines de ses unités restent en Roumanie comme force d'occupation dans le 65e corps z.b.V. qui succède au corps de cavalerie Schmettow.

## Chefs de corps
| Grade           | Nom                          | Date                            |
| --------------- | ---------------------------- | ------------------------------- |
| Generalmajor    | Wilhelm von Scholten (de)    | 14 juin - 18 novembre 1859      |
| Generalleutnant | Georg von der Groeben        | 18 juin 1870 - 23 mai 1871      |
| Generalmajor    | Kurt von Unger (de)          | Août 1914 - ?                   |
| Generalmajor    | Günther von Etzel            | 31 mai 1915 - 8 août 1916       |
| Generalmajor    | Eberhard von Schmettow       | 31 août - 1er septembre 1916    |
| Generalmajor    | Georg Thumb von Neuburg (de) | 1er septembre - 2 novembre 1916 |